# 白荡湖
白荡湖位于中国安徽枞阳县境内，紧邻长江北岸，系由长江古河床摆动废弃的洼地积水而成。湖盆位置介于北纬30度47分~30度51分、东经117度19分~117度27分。
白荡湖原有面积近100平方公里，经过近五十年的围垦，目前面积缩小为39.67平方公里，平均水深3.06米，蓄水量1.21亿立方米。通过白荡闸与长江连通，是长江重要的蓄洪湖之一。湖水补给主要依赖降水与长江倒灌，入流的罗昌河、钱桥河等均为季节性溪流，入水量较小。
白荡湖是重要的水产养殖基地，盛产各种淡水鱼类与水禽，其中以大闸蟹产量最大。每年冬季开启白荡闸排干湖水捕鱼，次年5月左右再引长江水倒灌，水位至7、8月份达到最高。